# Catharinea nigricans
Catharinea nigricans là một loài rêu trong họ Polytrichaceae. Loài này được Müll. Hal. ex Herzog mô tả khoa học đầu tiên năm 1916.